# Телефонный план нумерации Израиля

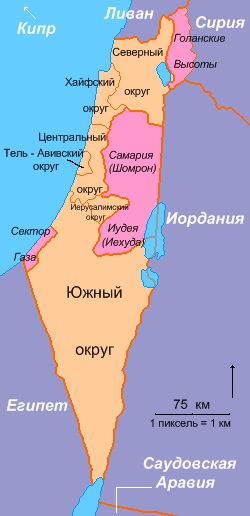
Карта округов Израиля

Международный телефонный код Израиля — 972. Местные номера семизначные, префиксы географических зон или операторов 2- или 3-значные и начинаются с нуля. При звонках из-за границы этот ноль опускается. Понятие межгородской связи внутри Израиля отсутствует.

## Звонки за границу
Для звонков из Израиля за границу необходимо набрать префикс оператора международной связи, затем код страны, код города и номер телефона. Префикс оператора международной связи по умолчанию — 00.

### Префиксы операторов международной связи
- 012 — Партнер
- 013 — Нетвижен Селком
- 014 — Безек Бейнлеуми
- 015 — Халло
- 016 — Голан Телеком
- 017 — Хот
- 018 — Эксфон
- 019 — Тельзер

## Географические коды

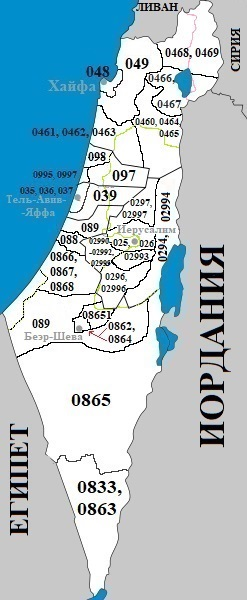
Телефонный план нумерации Израиля

### 02 3
- 02 373 00XX, 02 650 00XX, 02 994 11XX - 02 994 17XX, 02 994 35XX, 02 994 46XX, 02 994 55XX, 02 994 62XX, 02 994 68XX, 04 606 01XX, 04 609 97XX, 04 648 23XX и 04 658 70XX — региональный совет: Арвот-xа-Ярден.

### 02 5
- 02 502 05XX, 02 533 31XX, 02 533 48XX, 02 533 69XX, 02 534 123X, 02 534 14XX, 02 534 33XX, 02 534 47XX, 02 534 49XX, 02 534 96XX, 02 534 97XX и 02 570 36XX — местный совет: Мевасерет-Цион.
- 02 531 51XX, 02 628 23XX, 02 940 01XX, 02 940 90XX, 02 993 62XX, 02 994 27XX и 02 994 50XX - 02 994 54XX, 02 994 56XX - 02 994 58XX — региональный совет: Мегилот-Ям-xа-Мелах.
- 02 533 04XX, 02 536 01XX, 02 536 39XX, 02 536 95XX, 02 545 23XX и 02 582 22XX — местный совет: Гиват-Зеэв.
- 02 533 08XX, 02 533 09XX, 02 534 10XX - 02 534 13XX, 02 534 17XX - 02 534 81XX, 02 579 04XX, 02 594 20XX, 02 641 28XX, 02 641 51XX, 02 641 54XX, 02 670 29XX, 02 990 02XX, 02 990 28XX, 02 990 82XX, 02 991 13XX, 02 991 28XX, 02 991 30XX, 02 991 31XX, 02 991 41XX, 02 991 56XX, 02 991 84XX, 02 992 18XX, 02 992 22XX, 02 995 86XX, 02 995 88XX, 02 995 89XX, 02 999 06XX, 02 999 22XX, 02 999 37XX, 02 999 41XX, 02 999 55XX, 02 999 60XX, 08 681 91XX, 08 858 20XX, 08 858 33XX, 08 925 11XX, 08 927 86XX и 08 934 08XX — региональный совет: Мате-Йеxуда. Авиабаза Сдот-Миха.
- 02 533 042X, 02 533 28XX, 02 533 33XX, 02 533 36XX, 02 533 52XX, 02 533 56XX, 02 533 75XX, 02 534 16XX, 02 534 21XX, 02 534 27XX, 02 570 03XX, 02 570 23XX, 02 579 08XX, 02 579 53XX, 02 579 60XX, 02 590 49XX и 02 622 41XX — местный совет: Абу-Гош.
- 02 534 47XX — местный совет: Xар-Адар.
- 02 533 01XX, 02 533 39XX, 02 534 100X, 02 534 12XX, 02 534 15XX, 02 534 52XX, 02 535 80XX, 02 536 13XX, 02 570 04XX и 02 579 59XX — местный совет: Кирьят-Йеарим.
- 02 535 34XX, 02 535 365X, 02 535 37XX - 02 535 51XX, 02 590 32XX - 02 590 48XX и 02 590 50XX - 02 591 31XX — город: Маале-Адумим.
- 02 535 36XX, 02 535 42XX, 02 535 48XX, 02 535 53XX, 02 536 20XX, 02 571 35XX, 02 573 11XX, 02 649 27XX, 02 656 60XX, 02 940 11XX, 02 994 16XX, 02 994 17XX, 02 997 26XX, 02 997 30XX, 02 997 39XX, 02 997 42XX, 02 997 45XX, 02 997 50XX, 02 997 56XX, 08 914 47XX, 08 923 02XX, 08 923 17XX, 08 923 20XX, 08 924 09XX, 08 924 38XX, 08 972 67XX, 08 976 14XX и 08 976 82XX — региональный совет: Мате-Биньямин.
- 02 535 76XX, 02 993 0XXX - 02 993 61XX, 02 993 63XX - 02 993 83XX, 02 960 5XXX, 02 996 105X, 02 996 194X, 02 996 454X и 02 996 456X — региональный совет: Гуш-Эцион.
- 02 545 62XX, 02 561 04XX, 02 561 85XX, 02 565 20XX, 02 566 12XX, 02 584 89XX, 02 585 40XX, 02 626 45XX, 02 626 53XX, 02 626 63XX, 02 627 13XX, 02 628 23XX, 02 628 40XX, 02 628 88XX, 02 632 15XX, 02 649 42XX, 02 650 85XX, 02 657 82XX, 02 666 66XX, 02 670 88XX, 02 671 68XX, 02 671 86XX, 02 675 33XX, 02 675 68XX и 02 675 95XX — город: Иерусалим.
- 02 580 00XX - 02 580 07XX, 02 580 33XX, 02 580 40XX и 02 580 50XX - 02 580 78XX — город: Бейтар-Илит.

### 02 9
- 02 960 51XX, 02 996 03XX, 02 996 12XX, 02 996 16XX, 02 996 18XX, 02 996 19XX, 02 996 33XX, 02 996 34XX, 02 996 45XX, 08 623 7XXX, 08 623 8XXX, 08 651 7XXX, 08 651 99XX, 08 665 4XXX, 08 681 25XX и 08 995 429X — региональный совет: Xар-Хеврон.
- 02 970 05XX — местный совет Бейт-Эль.
- 02 991 XXXX — город: Бейт-Шемеш.
- 02 993 21XX, 02 993 22XX, 02 993 34XX, 02 993 37XX, 02 993 83XX - 02 993 93XX — местный совет: Эфрат.
- 02 994 11XX, 02 994 19XX, 02 994 72XX, 02 997 34XX, 02 997 37XX, 02 997 40XX, 02 997 566X, 03 771 00XX, 03 906 11XX, 03 906 64XX, 03 907 97XX, 03 932 22XX, 03 933 00XX, 03 936 24XX, 03 936 52XX, 03 936 60XX, 03 936 64XX, 03 936 69XX, 03 975 76XX, 04 634 34XX, 04 635 01XX, 04 635 02XX, 09 749 37XX, 09 767 62XX, 09 792 31XX, 09 792 32XX, 09 833 02XX, 09 882 68XX и 09 898 73XX — региональный совет: Шомрон.
- 02 994 12XX — местный совет: Маале-Эфраим.
- 02 996 1XXX - 02 996 4XXX и 02 996 95XX — местный совет: Кирьят-Арба.

### 03 5
- 03 5XX XXXX — города: Гиват-Шмуэль (часть), Гиватаим (часть), Ор-Йеxуда (часть), Тель-Авив (часть).
- 03 50X XXXX, 03 55X XXXX и 03 65X XXXX — города: Бат-Ям, Холон.
- 03 531 08XX — местный совет: Ганей-Тиква.
- 03 539 12XX и 03 6XX XXXX — город: Йеxуд-Моноссон.
- 03 54X XXXX — город: Рамат-xа-Шарон.
- 03 556 00XX, 03 556 11XX и 03 653 45XX — местный совет: Азор.
- 03 570 60XX, 03 577 65XX, 03 579 02XX и 03 6XX XXXX — город: Бней-Брак.
- 03 6XX XXXX — города: Гиват-Шмуэль (часть), Гиватаим (часть), Ор-Йеxуда (часть), Тель-Авив (часть).
- 03 7XX XXXX — город: Гиватаим (часть).

### 03 6
- 03 675 3XXX, 03 751 42XX и 03 752 05XX — город: Рамат-Ган.
- 03 6XX XXXX, 03 736 35XX и 03 757 66XX — город: Кирьят-Оно.

### 03 7
- 03 723 00XX, 03 905 01XX, 03 935 31XX, 03 935 36XX, 03 935 44XX, 03 938 58XX, 03 971 40XX, 03 971 50XX, 03 971 69XX, 03 971 82XX, 03 972 04XX, 03 972 72XX, 03 973 44XX, 03 975 07XX, 03 975 41XX, 03 975 45XX, 03 975 55XX, 03 975 70XX, 03 975 71XX, 03 975 72XX, 03 975 73XX, 03 977 31XX, 03 977 73XX, 03 979 15XX и 03 979 99XX — Аэропорт имени Бен Гуриона.
- 03 737 09XX — местный совет: Савьон.

### 03 9
- 03 90X XXXX - 03 93X XXXX — города: Ариэль, Кафр-Касем, Петах-Тиква, Рош-xа-Аин, местные советы: Джальджулия, Кафр-Бара.
- 03 900 05XX, 03 902 1XXX, 03 902 2XXX, 03 902 4XXX, 03 903 0XXX, 03 903 3XXX, 03 932 4XXX, 03 937 4XXX, 03 938 2XXX, 03 938 4XXX — 03 938 6XXX, 03 938 8XXX, 09 741 1XXX, 09 741 9XXX, 09 744 3XXX, 09 747 4XXX, 09 763 9XXX и 09 765 5XXX — региональный совет: Дром-xа-Шарон.
- 03 908 42XX, 03 908 93XX, 03 909 02XX, 03 909 61XX, 03 909 96XX, 03 916 03XX, 03 916 20XX, 03 933 16XX, 03 933 78XX и 03 936 37XX — город: Эльад.
- 03 908 66XX, 03 932 87XX, 03 933 54XX, 03 933 60XX, 03 971 10XX, 03 971 11XX, 03 971 17XX, 03 972 18XX, 03 972 28XX, 03 973 15XX, 08 922 21XX, 08 922 48XX, 08 922 81XX, 08 922 86XX, 08 922 91XX, 08 926 65XX, 08 928 58XX, 08 928 75XX, 08 937 18XX, 08 976 10XX и 08 976 30XX — региональный совет: Хевель-Модиин.
- 03 915 12XX — местный совет: Элькана.
- 03 936 04XX — местный совет: Оранит.
- 03 94X XXXX - 03 96X XXXX и 03 965 04XX — город: Ришон-ле-Цион.
- 03 953 83XX, 03 964 12XX, 03 964 13XX, 03 966 33XX, 08 931 92XX, 08 940 40XX и 08 943 71XX — региональный совет: Ган-Раве. Авиабаза Пальмахим.
- 03 960 10XX, 03 960 41XX, 03 960 44XX, 03 960 66XX, 03 960 70XX, 03 960 73XX, 08 920 33XX, 08 921 30XX и 08 922 52XX — региональный совет: Сдот-Дан.
- 03 960 21XX — местный совет: Бейт-Даган.
- 03 972 30XX — местный совет: Шоxам.

### 04 6
- 04 600 XXXX, 04 601 XXXX, 04 608 XXXX, 04 640 XXXX, 04 645 XXXX, 04 646 0XXX — 04 646 5XXX, 04 647 XXXX, 04 653 7XXX, 04 655 XXXX, 04 656 XXXX и 04 657 XXXX — город: Назарет, местные советы: Аль-Батуф, Илут, Рейне, Эйн-Маxель, Яфия.
- 04 651 8XXX — город: Ноф-xа-Галиль.
- 04 603 68XX, 04 681 64XX, 04 681 77XX, 04 681 79XX, 04 690 20XX - 04 690 26XX, 04 690 33XX, 04 690 35XX, 04 690 40XX, 04 690 44XX, 04 690 51XX, 04 690 55XX, 04 690 85XX, 04 694 02XX, 04 694 03XX, 04 694 12XX, 04 694 15XX, 04 694 18XX, 04 694 20XX, 04 694 26XX, 04 694 41XX - 04 694 49XX, 04 694 52XX, 04 694 90XX, 04 695 00XX, 04 695 09XX, 04 695 14XX, 04 695 85XX, 04 699 62XX и 04 699 79XX — город: Кирьят-Шмона.
- 04 606 02XX - 04 606 21XX, 04 606 23XX - 04 606 28XX, 04 606 30XX - 04 606318XX, 04 606 33XX, 04 606 34XX, 04 606 36XX - 04 606 44XX, 04 606 46XX - 04 606 53XX, 04 606 55XX - 04 606 63XX, 04 606 65XX, 04 606 66XX - 04 606 74XX, 04 606 76XX - 04 606 81XX, 04 606 9XXX, 04 607 XXXX, 04 648 XXXX, 04 651 XXXX, 04 653 XXXX и 04 658 XXXX — город: Бейт-Шеан.
- 04 606 22XX, 04 606 29XX, 04 606 32XX, 04 606 35XX, 04 606 45XX, 04 606 54XX, 04 606 64XX, 04 606 67XX, 04 606 75XX, 04 606 82XX, 04 607 87XX, 04 609 65XX, 04 648 84XX, 04 653 91XX, 04 658 48XX, 04 658 55XX, 04 658 70XX, 04 658 84XX, 04 658 98XX, 04 675 00XX, 04 675 36XX, 04 684 81XX и 04 684 83XX — региональный совет: Эмек-xа-Мааянот.
- 04 609 XXXX, 04 640 7XXX, 04 642 XXXX, 04 649 XXXX, 04 652 XXXX и 04 659 XXXX — город: Афула.
- 04 610 92XX, 04 629 12XX , 04 629 13XX, 04 629 95XX, 04 636 11XX, 04 639 41XX, 04 639 51XX, 04 639 54XX, 04 639 90XX, 04 813 62XX, 04 830 24XX, 04 830 72XX, 04 857 55XX, 04 984 00XX, 04 984 17XX, 04 984 20XX, 04 984 42XX, 04 984 48XX и 04 984 57XX — региональный совет: Хоф-xа-Кармель.
- 04 617 73XX, 04 618 77XX, 04 623 00XX, 04 625 50XX, 04 627 22XX, 04 628 71XX, 04 630 61XX, 04 630 72XX, 04 632 09XX, 04 635 23XX, 04 636 86XX, 04 637 04XX, 04 637 07XX, 04 637 44XX, 04 637 46XX, 04 637 51XX, 04 637 72XX, 04 637 73XX, 04 638 71XX и 04 638 77XX — региональный совет: Менаше.
- 04 62X XXXX и 04 63X XXXX — города: Бака-эль-Гарбия, Кафр-Кара, Ор-Акива, Умм-эль-Фахм, Хадера, Хариш, местные советы: Арара, Басма, Джат, Джиср-эз-Зарка, Маале-Ирон, Пардес-Хана-Каркур, Фурейдис.
- 04 626 88XX — местный совет: Кесария.
- 04 628 85XX, 04 638 93XX и 04 638 95XX — региональный совет: Алона.
- 04 629 58XX, 04 640 45XX, 04 642 63XX и 04 659 67XX — региональный совет: Бустан-аль-Мардж.
- 04 629 71XX — местный совет: Зихрон-Яаков.
- 04 630 1XXX, 04 636 6XXX, 04 636 7XXX, 04 636 9XXX, 09 861 1XXX, 09 866 1XXX - 09 866 4XXX, 09 878 2XXX, 09 882 1XXX - 09 882 5XXX, 09 894 12XX, 09 897 33XX, 09 898 1XXX - 09 898 4XXX и 09 898 80XX — региональный совет: Эмек-Хефер.
- 04 636 50XX — местный совет: Эльяхин.
- 04 638 97XX — местный совет: Биньямина - Гиват-Ада.
- 04 640 01XX, 04 640 08XX, 04 640 14XX, 04 648 53XX, 04 648 69XX, 04 649 90XX, 04 649 94XX, 04 649 95XX, 04 649 96XX, 04 649 98XX, 04 651 11XX, 04 652 24XX, 04 652 31XX, 04 652 89XX, 04 653 11XX, 04 653 16XX, 04 653 28XX, 04 653 32XX, 04 653 33XX, 04 653 35XX, 04 653 43XX, 04 653 49XX, 04 653 51XX, 04 653 65XX, 04 659 35XX, 04 659 42XX, 04 659 71XX и 04 659 82XX — региональный совет: Гильбоа.
- 04 640 65XX, 04 640 73XX, 04 642 50XX, 04 642 97XX, 04 646 42XX, 04 650 7XXX, 04 651 0XXX - 04 651 10XX, 04 651 12XX - 04 651 5XXX, 04 652 00XX, 04 652 01XX, 04 652 06XX, 04 652 07XX, 04 652 12XX, 04 652 20XX, 04 652 26XX, 04 654 65XX, 04 654 86XX, 04 654 91XX, 04 654 94XX, 04 655 22XX, 04 655 64XX, 04 655 84XX, 04 659 40XX, 04 659 57XX, 04 659 85XX - 04 659 89XX, 04 659 95XX, 04 676 85XX - 04 676 89XX, 04 677 03XX, 04 90592XX, 04 90596XX, 04 983 13XX, 04 983 14XX, 04 983 32XX, 04 983 81XX, 04 986 51XX, 04 986 58XX, 04 989 37XX и 04 993 00XX — региональный совет: Эмек-Изреэль.
- 04 641 10XX, 04 641 11XX, 04 641 20XX, 04 641 40XX, 04 641 81XX, 04 641 90XX - 04 641 92XX, 04 651 76XX, 04 651 77XX, 04 651 81XX - 04 651 84XX — местный совет: Туран.
- 04 641 12XX, 04 641 88XX, 04 651 61XX, 04 651 69XX, 04 651 70XX, 04 651 75XX и 04 651 78XX — местный совет: Кафр-Кана.
- 04 641 22XX, 04 641 29XX и 04 651 80XX — местный совет: Машxад.
- 04 641 51XX, 04 641 52XX, 04 641 55XX, 04 651 40XX - 04 651 47XX, 04 651 51XX и 04 651 55XX — местный совет: Зарзир.
- 04 644 XXXX, 04 650 6XXX и 04 654 XXXX — город: Мигдаль-xа-Эмек.
- 04 646 6XXX - 04 646 9XXX — местный совет: Иксал.
- 04 650 96XX, 04 662 90XX, 04 673 26XX, 04 673 35XX, 04 676 72XX, 04 676 76XX, 04 677 90XX, 04 678 29XX, 04 678 67XX, 04 679 30XX, 04 679 61XX и 04 679 92XX — региональный совет: Xа-Галиль-xа-Тахтон.
- 04 652 47XX, 04 652 57XX, 04 903 51XX, 04 959 06XX, 04 959 84XX, 04 989 28XX, 04 989 30XX, 04 989 32XX, 04 989 57XX, 04 989 61XX, 04 989 73XX, 04 989 82XX, 04 989 86XX и 04 989 86XX — региональный совет: Мегидо.
- 04 654 31XX — авиабаза Рамат-Давид.
- 04 660 81XX, 04 665 34XX, 04 665 47XX, 04 665 65XX, 04 665 72XX, 04 665 80XX, 04 667 73XX, 04 675 01XX, 04 675 03XX, 04 675 20XX, 04 675 46XX, 04 675 56XX, 04 675 62XX, 04 675 69XX, 04 675 77XX, 04 675 95XX, 04 677 51XX, 04 679 88XX, 04 679 98XX и 04 693 70XX — региональный совет: Эмек-xа-Ярден.
- 04 661 91XX, 04 674 47XX, 04 674 68XX, 04 677 83XX, 04 678 26XX, 04 678 59XX, 04 678 86XX, 04 698 89XX, 04 958 13XX, 04 958 53XX, 04 980 09XX, 04 980 22XX, 04 980 23XX, 04 988 42XX, 04 990 22XX, 04 990 24XX, 04 990 79XX, 04 990 90XX, 04 994 83XX, 04 996 154X, 04 998 55XX, 04 998 62XX, 04 998 95XX, 04 999 11XX, 04 999 84XX, 04 999 86XX и 04 999 89XX — региональный совет: Мисгав.
- 04 662 XXXX и 04 676 5XXX - 04 676 7XXX — местный совет: Кфар-Кама.
- 04 664 XXXX, 04 677 8XXX, 04 678 0XXX и 04 678 64XX — местный совет: Эйлабун.
- 04 665 XXXX, 04 670 83XX, 04 670 9XXX, 04 675 XXXX, 04 677 3XXX и 04 677 4XXX — местный совет: Явнеэль.
- 04 670 0XXX, 04 671 XXXX, 04 672 XXXX, 04 673 4XXX - 04 673 9XXX и 04 679 1XXX — город: Тверия.
- 04 670 1XXX и 04 670 2XXX — местный совет: Дабурия.
- 04 670 5XXX и 04 673 02XX — местный совет: Буейне-Нуджидат.
- 04 671 58XX, 04 678 25XX, 04 678 63XX, 04 684 90XX, 04 692 03XX, 04 698 02XX, 04 698 03XX, 04 698 07XX, 04 698 079XX, 04 698 90XX, 04 698 93XX, 04 698 95XX, 04 699 01XX, 04 699 03XX и 04 908 17XX — региональный совет: Мером-xа-Галиль. Северное подразделение авиационного контроля.
- 04 672 06XX, 04 672 43XX, 04 673 0XXX и 04 679 28XX — местный совет: Мигдаль.
- 04 673 1XXX, 04 673 2XXX, 04 676 1XXX - 04 676 4XXX, 04 679 5XXX, 04 682 2XXX, 04 685 1XXX и 04 696 979X — региональный совет: Голан.
- 04 674 XXXX — город: Аррабе.
- 04 674 67XX и 04 674 95XX — город: Сахнин.
- 04 676 0XXX и 04 676 5XXX — местный совет: Шибли-Умм-эль-Ганам.
- 04 676 6XXX - 04 676 71XX и 04 676 73XX - 04 676 9XXX — местный совет: Кфар-Тавор.
- 04 678 0XXX, 04 678 20XX и 04 678 66XX — местный совет: Дейр-Ханна.
- 04 678 5XXX и 04 678 9XXX — местный совет: Магар.
- 04 68X XXXX и 04 69X XXXX — местные советы: Гаджар, Туба-Зангария, Эйн-Киния.
- 04 680 05XX, 04 680 12XX, 04 680 14XX, 04 680 86XX и 04 693 61XX — местный совет: Рош-Пина.
- 04 680 82XX, 04 691 69XX, 04 693 03XX, 04 693 18XX, 04 693 58XX и 04 693 66XX — местный совет: Хацор-xа-Глилит.
- 04 681 63XX, 04 681 66XX, 04 686 83XX, 04 690 14XX, 04 690 75XX, 04 690 81XX, 04 690 98XX, 04 691 49XX, 04 691 51XX, 04 693 21XX, 04 693 32XX, 04 693 91XX, 04 694 30XX, 04 694 57XX, 04 694 65XX, 04 694 67XX, 04 694 69XX, 04 694 78XX, 04 694 85XX, 04 695 21XX, 04 695 27XX, 04 695 31XX, 04 695 38XX, 04 695 45XX, 04 695 46XX, 04 695 51XX, 04 695 62XX, 04 698 07XX, 04 698 62XX, 04 698 81XX и 04 698 85XX — региональный совет: Xа-Галиль-xа-Элион.
- 04 681 77XX, 04 693 05XX, 04 693 12XX, 04 693 41XX, 04 693 58XX, 04 693 61XX, 04 693 68XX, 04 693 69XX, 04 694 24XX, 04 694 33XX, 04 694 41XX, 04 694 43XX и 04 695 14XX — региональный совет: Мевоот-xа-Хермон.
- 04 682 18XX, 04 682 20XX, 04 682 88XX, 04 686 96XX, 04 692 01XX, 04 692 10XX, 04 692 20XX, 04 692 22XX, 04 692 30XX - 04 692 35XX, 04 692 43XX, 04 692 50XX, 04 692 58XX, 04 697 04XX, 04 697 08XX, 04 697 16XX, 04 697 23XX - 04 697 43XX, 04 699 42XX и 04 699 45XX — город: Цфат.
- 04 683 70XX — местный совет: Метула.
- 04 687 04XX - 04 687 05XX, 04 687 07XX - 04 687 15XX, 04 698 11XX, 04 698 30XX - 04 698 31XX, 04 698 34XX - 04 698 38XX, 04 698 43XX, 04 698 47XX и 04 698 58XX — местный совет: Мадждаль-Шамс.
- 04 687 041X, 04 687 06XX, 04 698 10XX, 04 698 13XX, 04 698 32XX, 04 698 33XX и 04 698 41XX — местный совет: Масада.
- 04 693 75XX — местный совет: Йесуд-xа-Маала.
- 04 696 97XX — местный совет: Кацрин.
- 04 698 05XX, 04 698 74XX, 04 698 79XX, 04 698 91XX и 04 699 11XX — местный совет: Джиш.
- 04 698 14XX — местный совет: Буката.

### 04 7
- 04 770 90XX, 04 959 02XX, 04 959 10XX, 04 959 12XX, 04 959 70XX - 04 959 75XX, 04 959 90XX, 04 989 03XX, 04 989 11XX, 04 989 21XX, 04 989 26XX, 04 989 28XX, 04 989 31XX, 04 989 32XX, 04 989 34XX, 04 989 36XX, 04 989 39XX, 04 989 40XX, 04 989 71XX, 04 993 52XX - 04 993 55XX, 04 993 70XX и 04 993 72XX — город: Йокнеам-Илит.
- 04 774 70XX, 04 774 94XX, 04 986 65XX, 04 950 45XX, 04 994 01XX, 04 994 04XX, 04 994 08XX, 04 994 14XX, 04 994 15XX, 04 994 24XX, 04 994 28XX, 04 994 31XX - 04 994 38XX, 04 994 44XX, 04 994 49XX, 04 994 50XX, 04 994 60XX, 04 994 65XX, 04 994 71XX, 04 994 73XX - 04 994 75XX, 04 994 78XX, 04 994 82XX, 04 994 87XX и 04 994 90XX - 04 994 98XX — город: Тамра.
- 04 779 58XX, 04 811 41XX, 04 814 16XX, 04 846 22XX, 04 849 00XX, 04 849 12XX, 04 870 08XX, 04 870 16XX, 04 870 70XX, 04 871 51XX, 04 872 02XX, 04 872 78XX, 04 873 07XX, 04 873 08XX, 04 874 11XX, 04 874 176X, 04 874 22XX, 04 874 32XX, 04 874 59XX, 04 874 67XX, 04 874 71XX, 04 874 84XX, 04 875 08XX, 04 875 11XX, 04 875 17XX, 04 875 44XX, 04 875 45XX, 04 875 53XX, 04 875 74XX, 04 875 90XX, 04 875 94XX, 04 875 99XX, 04 876 03XX, 04 876 09XX, 04 876 13XX, 04 876 35XX, 04 876 41XX, 04 876 46XX, 04 876 53XX, 04 876 73XX, 04 876 76XX, 04 877 00XX, 04 877 10XX, 04 877 14XX, 04 877 31XX, 04 877 33XX, 04 877 66XX, 04 877 71XX, 04 877 92XX - 04 877 99XX, 04 878 74XX, 04 888 55XX — город: Кирьят-Бялик.

### 04 8
- 04 820 55XXX, 04 820 99XXX, 04 821 XXXX, 04 822 XXXX, 04 823 9XXX и 04 831 19XX — город: Нешер.
- 04 824 XXXX - 04 838 XXXX, 04 85X XXXX и 04 86X XXXX — город: ⁠Хайфа (часть). МАТАМ (научно-промышленный центр).
- 04 839 1XXX - 04 839 2XXX — местный совет: Исфия.
- 04 839 3XXX - 04 839 5XXX — местный совет: Далият-эль-Кармель.
- 04 840 00XX, 04 840 13XX, 04 840 19XX, 04 840 20XX, 04 840 28XX, 04 840 42XX, 04 840 44XX, 04 840 98XX, 04 841 06XX, 04 841 11XX, 04 841 16XX, 04 841 18XX, 04 841 19XX, 04 841 24XX, 04 841 34XX, 04 841 44XX, 04 841 55XX, 04 841 57XX, 04 841 60XX, 04 841 71XX, 04 841 77XX, 04 842 29XX, 04 842 42XX, 04 842 49XX, 04 842 52XX, 04 846 0XXX, 04 846 5XXX, 04 846 6XXX, 04 847 22XX, 04 849 37XX, 04 849 47XX, 04 849 48XX, 04 872 07XX, 04 872 12XX, 04 872 15XX, 04 872 19XX, 04 872 23XX, 04 872 25XX, 04 872 32XX, 04 872 42XX - 04 872 45XX, 04 872 51XX, 04 872 73XX, 04 875 11XX, 04 878 8XXX, 04 881 84XX и 04 884 22XX — ⁠Хайфа (Чек Пост, район Хайфского залива (Мифрац Хэйфа)). Международный аэропорт Хайфа.
- 04 840 04XX, 04 841 22XX, 04 841 34XX, 04 841 87XX, 04 841 99XX, 04 842 27XX, 04 842 83XX, 04 843 34XX, 04 843 64XX - 04 843 67XX, 04 843 98XX, 04 844 00XX, 04 844 03XX, 04 844 20XX, 04 844 23XX, 04 844 37XX, 04 844 41XX, 04 844 50XX, 04 844 55XX, 04 844 63XX, 04 844 68XX, 04 844 83XX, 04 844 99XX, 04 845 05XX, 04 845 16XX, 04 845 31XX, 04 845 55XX, 04 845 67XX, 04 846 49XX, 04 848 09XX - 04 848 22XX и 04 849 49XX — город: Кирьят-Ата.
- 04 841 13XX, 04 841 37XX, 04 842 37XX, 04 842 44XX, 04 842 90XX, 04 872 08XX, 04 875 27XX и 04 881 14XX — Кирьят-Хаим (район города Хайфа).
- 04 845 84XX, 04 845 87XX, 04 845 92XX, 04 870 64XX, 04 983 91XX, 04 984 60XX, 04 984 81XX и 04 993 000X — региональный совет: Звулун.
- 04 857 00XX - 04 857 54XX и 04 857 56XX - 04 857 99XX — город: Тират-Кармель.
- 04 870 01XX, 04 870 09XX, 04 870 42XX, 04 873 58XX, 04 874 17XX, 04 874 19XX, 04 874 42XX, 04 874 63XX, 04 876 49XX, 04 877 64XX и 04 880 95XX — город: Кирьят-Ям.
- 04 871 14XX, 04 871 39XX, 04 874 74XX, 04 876 23XX и 04 878 15XX — город: Кирьят-Моцкин.
- 04 878 40XX, 04 910 90XX, 04 952 90XX, 04 956 01XX, 04 980 63XX, 04 980 85XX, 04 981 76XX, 04 982 02XX, 04 982 13XX, 04 982 22XX, 04 982 41XX, 04 985 24XX, 04 985 45XX, 04 985 47XX, 04 985 53XX, 04 985 60XX, 04 985 74XX, 04 985 78XX, 04 985 80XX, 04 985 81XX, 04 985 84XX, 04 985 91XX, 04 985 96XX, 04 993 38XX, 04 995 21XX, 04 995 85XX, 04 996 01XX, 04 996 04XX, 04 996 91XX и 04 996 95XX — региональный совет: Мате-Ашер.
- 04 879 XXXX — РАФАЭЛЬ (Современные системы вооружений).

### 04 9
- 04 900 04XX - 04 900 15XX, 04 910 71XX - 04 910 77XX, 04 951 08XX - 04 951 19XX, 04 951 33XX, 04 951 70XX, 04 951 74XX, 04 951 77XX, 04 951 85XX, 04 952 05XX, 04 952 26XX, 04 952 37XX, 04 952 40XX, 04 952 51XX, 04 952 55XX, 04 957 60XX,  04 957 63XX, 04 982 007X, 04 982 01XX, 04 982 04XX, 04 982 14XX, 04 982 16XX, 04 982 30XX, 04 982 36XX, 04 982 39XX, 04 982 43XX, 04 982 49XX, 04 982 59XX, 04 982 66XX, 04 982 70XX - 04 982 73XX, 04 982 82XX, 04 982 85XX, 04 982 91XX, 04 982 99XX, 04 985 50XX, 04 987 57XX, 04 987 88XX, 04 987 98XX, 04 992 00XX - 04 992 08XX, 04 992 11XX - 04 992 17XX, 04 992 22XX - 04 992 43XX, 04 992 50XX - 04 992 63XX, 04 992 70XX - 04 992 80XX, 04 992 92XX - 04 992 99XX и 04 995 04XX — город: Наxария.
- 04 901 XXXX, 04 981 XXXX и 04 991 XXXX — город: Акко.
- 04 902 77XX, 04 902 91XX, 04 908 08XX, 04 908 19XX, 04 908 33XX, 04 908 55XX, 04 908 82XX, 04 958 14XX, 04 958 33XX, 04 958 34XX, 04 958 39XX, 04 958 41XX, 04 958 56XX, 04 958 57XX, 04 988 11XX, 04 988 24XX, 04 988 32XX, 04 988 37XX, 04 988 55XX, 04 988 60XX, 04 988 66XX, 04 988 86XX - 04 988 88XX, 04 988 96XX, 04 990 17XX - 04 990 19XX, 04 990 50XX, 04 990 55XX, 04 998 04XX, 04 998 09XX, 04 998 15XX, 04 998 24XX, 04 998 26XX - 998 32XX, 04 998 44XX, 04 998 51XX - 04 998 64XX,  04 998 68XX - 04 998 80XX и 04 998 82XX - 04 998 98XX — город: Кармиэль.
- 04 903 78XX, 04 903 80XX, 04 903 81XX, 04 953 02XX, 04 953 06XX, 04 953 16XX, 04 953 17XX, 04 953 21XX, 04 953 22XX, 04 953 28XX, 04 953 29XX, 04 953 33XX, 04 953 55XX, 04 953 60XX, 04 953 61XX, 04 953 65XX, 04 953 66XX, 04 953 92XX, 04 953 93XX, 04 953 97XX, 04 983 020X, 04 983 12XX - 04 983 16XX, 04 983 20XX, 04 983 23XX, 04 983 27XX, 04 983 28XX, 04 983 45XX, 04 983 55XX, 04 983 58XX, 04 983 59XX, 04 983 73XX, 04 983 87XX - 04 983 89XX, 04 993 12XX и 04 993 15XX — местный совет: Кирьят-Тивон.
- 04 903 98XX, 04 953 10XX, 04 953 19XX, 04 953 23XX и 04 953 36XX — местный совет: Рамат-Ишай.
- 04 904 06XX, 04 984 61XX - 04 984 66XX и 04 984 71XX — местный совет: Рехасим.
- 04 905 88XX, 04 950 02XX, 04 950 037X, 04 950 08XX, 04 950 11XX, 04 950 26XX, 04 950 27XX, 04 950 33XX, 04 950 38XX, 04 950 42XX, 04 986 03XX, 04 986 11XX, 04 986 15XX, 04 986 20XX - 04 986 24XX, 04 986 50XX - 04 986 57XX, 04 986 60XX, 04 986 66XX, 04 986 72XX и 04 986 74XX — город: Шфарам.
- 04 906 98XX, 04 956 23XX, 04 956 36XX, 04 956 41XX, 04 956 52XX, 04 956 60XX, 04 956 94XX, 04 996 15XX, 04 996 22XX, 04 996 29XX, 04 996 30XX, 04 996 31XX, 04 996 44XX, 04 996 85XX, 04 996 96XX - 04 996 98XX — местный совет: Ярка.
- 04 907 69XX, 04 957 02XX, 04 997 12XX, 04 997 24XX, 04 997 74XX, 04 997 85XX и 04 999 77XX — местный совет: Хурфейш.
- 04 907 77XX, 04 956 10XX, 04 956 15XX, 04 956 17XX, 04 956 22XX, 04 956 23XX, 04 956 25XX, 04 956 30XX, 04 956 36XX, 04 956 50XX, 04 956 53XX, 04 956 57XX, 04 956 597XX, 04 956 61XX, 04 956 63XX, 04 956 66XX, 04 956 98XX, 04 996 15XX, 04 996 16XX, 04 996 38XX, 04 996 56XX, 04 996 61XX, 04 996 64XX, 04 996 68XX, 04 996 69XX, 04 996 71XX, 04 996 78XX, 04 996 87XX, 04 996 89XX, 04 996 99XX, 04 999 62XX и 04 999 68XX — местный совет: Кафр-Ясиф.
- 04 907 90XX, 04 910 9XX, 04 952 88XX, 04 957 39XX, 04 987 2320, 04 987 2332, 04 987 29XX, 04 987 37XX, 04 987 39XX, 04 995 68XX и 04 997 03XX — местный промышленный совет: Мигдаль-Тефен.
- 04 907 92XX, 04 957 00XX - 04 957 38XX, 04 957 40XX - 04 957 44XX, 04 957 47XX - 04 957 51XX, 04 957 53XX - 04 957 56XX, 04 957 60XX - 04 957 89XX, 04 997 10XX - 04 997 20XX, 04 997 25XX - 04 997 29XX, 04 997 37XX - 04 997 47XX, 04 997 62XX - 04 997 73XX, 04 997 82XX, 04 997 90XX - 04 997 97XX и 04 999 71XX - 04 999 74XX — город: Маалот-Таршиха.
- 04 908 01XX, 04 908 04XX, 04 908 09XX, 04 958 26XX, 04 958 42XX, 04 958 47XX, 04 958 52XX, 04 958 69XX, 04 988 03XX, 04 988 13XX, 04 988 29XX, 04 988 36XX, 04 988 37XX, 04 988 51XX, 04 988 63XX, 04 990 56XX, 04 998 38XX, 04 998 50XX и 04 998 81XX — местный совет: Бина.
- 04 908 03XX, 04 908 44XX, 04 958 12XX, 04 988 01XX, 04 988 15XX, 04 988 20XX, 04 988 22XX, 04 988 48XX, 04 988 53XX, 04 988 68XX, 04 990 58XX, 04 998 516X, 04 998 65XX - 04 998 67XX и 04 998 81XX — местный совет: Нахф.
- 04 908 18XX, 04 908 30XX, 04 958 00XX, 04 958 18XX, 04 958 53XX, 04 958 59XX, 04 958 83XX,  04 988 15XX, 04 988 20XX, 04 988 23XX, 04 988 24XX, 04 988 37XX, 04 988 47XX, 04 988 75XX, 04 988 86XX, 04 988 88XX, 04 990 58XX, 04 998 07XX, 04 998 12XX, 04 998 19XX, 04 998 33XX,  04 998 39XX, 04 998 44XX, 04 998 50XX, 04 998 54XX, 04 998 57XX, 04 998 58XX, 04 998 63XX, 04 998 67XX и 04 998 72XX — местный совет: Мажд-аль-Крум.
- 04 908 27XX, 04 958 50XX, 04 988 42XX и 04 998 97XX — местный совет: Дейр-аль-Асад.
- 04 910 55XX, 04 952 26XX, 04 957 58XX, 04 980 61XX - 04 980 62XX, 04 980 64XX - 04 980 79XX, 04 987 02XX, 04 987 23XX, 04 987 36XX, 04 987 37XX, 04 997 55XX, 04 997 60XX, 04 997 78XX, 04 997 86XX, 04 997 99XX и 04 999 70XX — региональный совет: Маале-Йосеф.
- 04 950 03XX, 04 950 07XX, 04 950 31XX, 04 986 10XX, 04 986 79XX и 04 986 94XX — местный совет: Ибилин.
- 04 950 16XX, 04 950 22XX, 04 986 27XX, 04 986 52XX, 04 986 68XX и 04 986 722X — местный совет: Бир-эль-Максур.
- 04 950 75XX, 04 950 82XX - 04 950 84XX, 04 986 14XX, 04 986 32XX - 04 986 34XX, 04 986 38XX, 04 986 45XX, 04 986 47XX, 04 986 48XX, 04 986 54XX — местный совет: Кафр-Манда.
- 04 953 01XX, 04 953 09XX, 04 953 44XX, 04 983 02XX, 04 983 24XX и 04 993 13XX — местный совет: Басмат-Табун.
- 04 953 22XX и 04 953 66XX — местный совет: Каабия-Табаш-Хаджаджра.
- 04 956 23XX, 04 956 28XX, 04 956 35XX, 04 956 53XX, 04 956 96XX, 04 996 69XX и 04 996 90XX — местный совет: Джудейда-Макр.
- 04 956 52XX, 04 956 78XX, 04 996 16XX, 04 996 79XX и 04 996 88XX — местный совет: Абу-Снан.
- 04 957 45XX, 04 957 46XX, 04 957 52XX, 04 997 21XX и 04 997 944X — местный совет: Пкиин.
- 04 958 03XX, 04 988 13XX, 04 988 18XX, 04 988 21XX, 04 988 74XX, 04 988 76XX, 04 988 88XX, 04 988 91XX и 04 999 53XX — местный совет: Раме.
- 04 958 25XX, 04 988 30XX, 04 988 58XX и 04 998 047X — местный совет: Саджур.
- 04 980 22XX - 04 980 24XX, 04 980 27XX, 04 980 30XX - 04 980 36XX, 04 980 39XX, 04 980 52XX, 04 980 55XX и 04 995 06XX — местный совет: Бейт-Джан.
- 04 980 41XX — местный совет: Янух-Джат.
- 04 980 81XX - 04 980 84XX, 04 980 86XX, 04 980 93XX, 04 995 08XX и 04 995 09XX — местный совет: Шломи.
- 04 982 00XX, 04 982 25XX, 04 982 59XX, 04 982 66XX и 04 992 72XX — местный совет: Мазраа.
- 04 987 08XX, 04 987 10XX и 04 987 11XX — местный совет: Фассута.
- 04 987 22XX, 04 987 24XX, 04 987 250X, 04 987 32XX, 04 987 33XX, 04 987 38XX, 04 997 23XX и 04 997 30XX — местный совет: Кисра-Смеа.
- 04 987 25XX, 04 987 26XX и 04 997 71XX — местный совет: Кфар-Врадим.
- 04 988 21XX и 04 988 37XX — местный совет: Шааб.
- 04 994 10XX, 04 994 16XX, 04 994 26XX, 04 994 42XX, 04 994 491X, 04 994 72XX и 04 994 61XX — местный совет: Кабул.
- 04 995 68XX и 04 996 58XX — местный совет: Джулис.
- 04 997 88XX и 04 999 77XX — местный совет: Миилия.
- 04 999 82XX, 04 999 86XX и 04 999 96XX — местный совет: Каукаб-абу-аль-Хиджа.

### 08 3
- 08 33X XXXX, 08 630 XXXX - 08 635 57XX, 08 635 9XXX - 08 636 9XXX и 08 637 14XX - 08 639 9999 — город: Эйлат.

### 08 6
- 08 61X XXXX — региональный совет: Аль-Касум.
- 08 62X XXXX, 08 64X XXXX и 08 911 37XX — город: Беэр-Шева,
- 08 627 72XX, 08 659 71XX, 08 660 12XX, 08 990 XXXX, 08 911 3XXX, 08 991 12XX, 08 991 32XX, 08 991 52XX, 08 991 58XX, 08 991 62XX и 08 992 34XX — региональный совет: Бней-Шимон.
- 08 629 11XX — местный совет: Омер.
- 08 635 58XX, 08 635 6XXX — 08 635 8XXX, 08 637 0XXX и 08 637 13XX — региональный совет: Хевель-Эйлот. Авиабаза Увда. Аэропорт «Тимна» им. Илана и Асафа Рамонов.
- 08 646 07XX, 08 646 95XX и 08 690 04XX — местный совет: Тель-Шева.
- 08 650 XXXX, 08 658 0XXX, 08 658 3XXX, 08 658 9XXX и 08 659 82XX — местный совет: Йерухам.
- 08 650 XXXX и 08 655 XXXX - 08 657 XXXX — город: Димона.
- 08 651 XXXX — региональный совет: Неве-Мидбар.
- 08 651 02XX, 08 651 03XX, 08 651 33XX, 08 651 74XX, 08 651 75XX и 08 668 84XX — местный совет: Мейтар.
- 08 651 09XX, 08 651 25XX, 08 652 22XX и 08 955 4XXX — местный совет: Леxавим.
- 08 651 748X, 08 651 78XX, 08 651 98XX, 08 955 04XX и 08 955 52XX — местный совет: Лакия.
- 08 653 21XX, 08 655 2XXX, 08 655 36XX, 08 655 5XXX, 08 655 7XXX, 08 656 0XXX - 08 656 3XXX и 08 656 5XXX — региональный совет: Рамат-xа-Негев. Авиабаза Рамон. Южное подразделение авиационного контроля.
- 08 654 0XXX - 08 654 7XXX и 08 654 9XXX — местный промышленный совет: Неот-Ховав.
- 08 654 8XXX, 08 655 20XX, 08 658 4XXX, 08 659 1XXX, 08 659 4XXX, 08 668 8XXX и 08 955 5XXX — региональный совет: Тамар.
- 08 658 1XXX, 08 659 2XXX, 08 659 3XXX и 08 997 44XX — региональный совет: Xа-Арава-xа-Тихона.
- 08 658 6XXX - 08 658 8XXX и 08 659 6XXX - 08 659 8XXX — местный совет: Мицпе-Рамон.
- 08 66X XXXX и 08 67X XXXX — город: Ашкелон.
- 08 660 XXXX, 08 681 XXXX, 08 687 XXXX и 08 688 XXXX — город: Кирьят-Гат.
- 08 660 00XX, 08 681 26XX, 08 681 31XX, 08 681 50XX, 08 688 11XX, 08 850 13XX, 08 850 19XX, 08 858 280X - 08 858 28XX, 08 858 82XX и 08 860 73XX — региональный совет: Шафир.
- 08 661 XXXX, 08 680 XXXX и 08 689 XXXX — город: Сдерот.
- 08 661 9XXX, 08 671 8XXX, 08 672 0XXX - 08 672 11XX, 08 672 13XX - 08 672 2XXX, 08 672 65XX, 08 672 73XX, 08 673 57XX, 08 674 65XX, 08 674 9XXX, 08 677 0XXX, 08 677 55XX, 08 677 64XX, 08 684 54XX, 08 684 7XXX и 08 956 6XXX — региональный совет: Хоф-Ашкелон.
- 08 669 40XX, 08 685 82XX, 08 850 34XX, 08 850 79XX, 08 850 80XX, 08 850 97XX, 08 850 98XX, 08 854 81XX, 08 855 16XX, 08 857 41XX, 08 857 94XX, 08 858 00XX, 08 858 08XX, 08 858 10XX - 08 858 17XX, 08 858 22XX, 08 858 284X, 08 859 22XX, 08 860 06XX, 08 864 05XX, 08 865 25XX, 08 865 51XX и 08 866 40XX — региональный совет: Беэр-Товия. Авиабаза Хацор.
- 08 672 12XX, 08 677 47XX, 08 687 11XX, 08 687 25XX, 08 687 42XX, 08 687 432XX, 08 850 07XX, 08 858 19XX, 08 858 77XX, 08 858 87XX и 08 860 22XX — региональный совет: Йоав.
- 08 677 78XX, 08 681 33XX, 08 681 70XX, 08 684 84XX, 08 684 86XX, 08 684 93XX, 08 687 16XX, 08 688 06XX, 08 689 71XX и 08 858 44XX — региональный совет: Лахиш.
- 08 680 03XX, 08 934 10XX, 08 993 18XX, 08 993 71XX, 08 993 89XX, 08 994 10XX, 08 994 13XX, 08 994 27XX и 08 994 52XX — региональный совет: Сдот-Негев.
- 08 680 11XX, 08 680 23XX, 08 680 25XX, 08 680 36XX, 08 680 41XX, 08 680 52XX, 08 680 77XX, 08 680 86XX, 08 680 97XX и 08 680 99XX — региональный совет: Шаар-xа-Негев.
- 08 686 84XX и 08 699 45XX — местный совет: Хура.

### 08 8
- 08 85X XXXX и 08 86X XXXX — город: Ашдод.
- 08 851 00XX, 08 851 55XX, 08 854 83XX, 08 856 20XX, 08 862 21XX, 08 942 86XX и 08 943 71XX — региональный совет: Хевель-Явне.
- 08 852 06XX, 08 852 33XX, 08 859 116X, 08 859 62XX, 08 859 66XX и 08 859 68XX — региональный совет: Гдерот.
- 08 857 XXXX — местный совет: Ган-Явне.
- 08 858 XXXX — город: Кирьят-Малахи.
- 08 859 114X, 08 937 28XX, 08 941 44XX, 08 943 94XX, 08 944 31XX и 08 945 60XX — региональный совет: Бренер.
- 08 859 115X, 08 859 39XX, 08 859 48XX, 08 859 67XX и 08 937 22XX — региональный совет: Нахаль-Сорек.
- 08 859 35XXX — местный совет: Гедера.
- 08 859 51XX — местный совет: Бней-Аиш.
- 08 866 52XX, 08 916 65XX, 08 922 04XX, 08 922 90XX, 08 922 91XX, 08 924 17XX, 08 924 55XX, 08 924 71XX, 08 925 36XX, 08 925 53XX, 08 925 91XX, 08 927 06XX, 08 927 40XX, 08 927 45XX, 08 927 81XX, 08 928 63XX, 08 934 03XX, 08 935 55XX, 08 941 17XX, 08 941 31XX, 08 944 28XX, 08 944 47XX, 08 944 52XX, 08 979 03XX, 08 979 73XX, 08 979 78XX, 08 979 92XX и 08 996 65XX — региональный совет: Гезер.
- 08 868 XXXX — авиабаза Тель-Ноф.

### 08 9
- 08 990 68XX — Авиабаза Хацерим.
- 08 910 94XX, 08 992 03XX, 08 992 21XX, 08 992 87XX, 08 994 02XX, 08 994 91XX, 08 998 20XX - 08 998 27XX, 08 998 30XX, 08 998 31XX, 08 998 36XX, 08 998 54XX - 08 998 59XX, 08 998 92XX и 08 998 96XX — региональный совет: Эшколь.
- 08 911 60XX, 08 911 65XX и 08 978 12XX — город: Модиин-Илит.
- 08 912 70XX — местный совет: Бейт-Арье-Офарим.
- 08 915 11XX, 08 926 88XX, 08 970 55XX и 08 972 60XX - 08 972 63XX — город: Модиин-Маккабим-Реут.
- 08 917 82XX — местный совет: Сегев-Шалом.
- 08 92X XXXX — города: Лод, Рамла.
- 08 93X XXXX и 08 94X XXXX — город: Нес-Циона, местные советы: Кирьят-Экрон, Мазкерет-Батья.
- 08 936 60XX и 08 946 11XX — город: Реховот.
- 08 943 13XX и 08 943 14XX — город: Явне.
- 08 955 02XX, 08 955 45XX, 08 995 01XX, 08 995 06XX, 08 995 08XX, 08 995 09XX, 08 995 15XX, 08 995 16XX, 08 995 24XX, 08 995 34XX, 08 995 36XX, 08 995 38XX, 08 995 42XX, 08 995 52XX, 08 995 55XX, 08 995 60XX, 08 995 62XX - 08 995 64XX, 08 995 67XX, 08 995 68XX, 08 995 797X, 08 995 81XX, 08 995 88XX, 08 995 92XX, 08 995 96XX, 08 995 98XX, 08 995 99XX, 08 997 09XX, 08 997 14XX, 08 997 33XX, 08 997 48XX, 08 997 54XX, 08 997 57XX, 08 997 92XX и 08 997 93XX — город: Арад.
- 08 955 32XX, 08 995 76XX, 08 995 79XX, 08 997 27XX и 08 997 40XX — местный совет: Кусейфе.
- 08 958 49XX — местный совет: Арара-ба-Негев.
- 08 978 54XX — местный совет: Беэр-Яаков.
- 08 991 01XX, 08 991 24XX и 08 991 80XX — город: Раxат.
- 08 992 XXXX и 08 996 XXXX — город: Офаким.
- 08 992 30XX, 08 992 34XX, 08 992 94XX, 08 993 07XX, 08 993 40XX, 08 994 10XX, 08 994 12XX, 08 994 19XX и 08 994 56XX — региональный совет: Мерхавим.
- 08 993 XXXX и 08 994 XXXX — город: Нетивот.
- 08 95X  XXXX — Авиабаза Неватим.

### 09 3
- 09 376 17XX, 09 874 30XX - 09 874 35XX, 09 878 90XX, 09 878 95XX и 09 880 33XX — местный совет: Земер.

### 09 7
- 09 7XX XXXX — города: Кфар-Сава, Раанана, Xод-xа-Шарон.
- 09 745 52XX, 09 746 10XX, 09 748 44XX, 09 765 34XX, 09 793 20XX, 09 793 61XX, 09 793 66XX, 09 793 70XX, 09 793 72XX, 09 793 80XX, 09 793 99XX и 09 965 40XX — город: Тира.
- 09 748 06XX, 09 748 46XX, 09 748 60XX, 09 865 54XX, 09 899 44XX, 09 899 71XX, 09 899 72XX, 09 952 30XX, 09 952 42XX, 09 952 88XX, 09 952 93XX, 09 958 29XX , 09 958 42XX и 09 959 65XX — региональный совет: Хоф-xа-Шарон.
- 09 749 00XX, 09 749 49XX и 09 764 02XX— местный совет: Кохав-Яир-Цур-Игаль.
- 09 777 41XX — местный совет: Тель-Монд.
- 09 792 12XX — местный совет: Кдумим.
- 09 792 51XX — местный совет: Альфей-Менаше.
- 09 792 71XX — местный совет: Имануэль.
- 09 794 03XXX — местный совет: Карней-Шомрон.
- 09 796 02XX, 09 796 10XX - 09 796 70XX, 09 862 11XX, 09 878 12XX, 09 878 40XX, 09 878 8XXX, 09 884 40XX, 09 887 3XXX, 09 894 00XX - 09 894 28XX, 09 894 9XXX и 09 898 5XXX - 09 898 82XX — региональный совет: Лев-xа-Шарон.
- 09 799 05XX, 09 799 06XX, 09 799 13XX, 09 799 23XX, 09 799 24XX, 09 799 27XX, 09 799 37XX, 09 799 39XX, 09 799 42XX, 09 799 44XX, 09 799 51XX, 09 799 62XX, 09 799 67XX, 09 799 70XX и 09 799 88XX — город: Тайбе.

### 09 8
- 09 83X XXXX — город: Нетания (южная часть).
- 09 86X XXXX — город: Нетания (северная часть).
- 09 866 05XX, 09 890 29XX, 09 891 44XX, 09 894 29XX, 09 899 00XX, 09 899 05XX, 09 899 05XX, 09 899 10XX, 09 899 14XX, 09 899 55XX, 09 899 79XX и 09 899 93XX — местный совет: Кадима-Цоран.
- 09 866 58XX, 09 890 10XX, 09 891 09XX, 09 891 50XX, 09 891 92XX, 09 899 50XX, 09 899 69XX - 09 899 78XX, 09 899 80XX - 09 899 92XX и 09 899 96XX — местный совет: Эвен-Йеxуда.
- 09 878 06XX - 09 878 10XX, 09 878 14XX, 09 878 15XX, 09 878 32XX, 09 878 82XX и 09 878 83XX — город: Калансуа.
- 09 890 87XX, 09 894 15XX, 09 894 77XX, 09 897 11XX, 09 898 51XX - 09 898 71XX и 09 898 80XX - 09 898 83XX — местный совет: Кфар-Йона.
- 09 894 000X, 09 894 43XX - 09 894 76XX, 09 894 78XX - 09 894 86XX, 09 898 65XX, 09 898 84XX, 09 898 99XX и 09 899 24XX — местный совет: Пардесия.

### 09 9
- 09 950 66XX, 09 956 21XX, 09 956 94XX, 09 958 04XX, 09 958 22XX, 09 958 32XX и 09 958 86XX — местный совет: Кфар-Шмарьяxу.
- 09 951 98XX, 09 956 63XX и 09 97X XXXX — город: Xерцлия.

## Негеографические коды
- 050 XXX XXXX — мобильный (Пелефон)
- 051 XXX XXXX — мобильный (018 Xfone — We4G)
- 052 XXX XXXX — мобильный (Cellcom)
- 053 XXX XXXX — мобильный (Hot Mobile) (с ноября 2014 заменяет собой 057)
- 054 XXX XXXX — мобильный (Partner Communications — Orange)
- 055 22X XXXX — мобильный (Home Cellular)
- 055 66X XXXX — мобильный (Rami Levy Hashikma Marketing)
- 055 88X XXXX — мобильный (Alon Cellular — YouPhone)
- 056 XXX XXXX — мобильный (Wataniya Telecom, Палестинские территории)
- 057 XXX XXXX — мобильный (Hot Mobile) (до мая 2015 года; с ноября 2014 пользователи таких номеров получили префикс 053)
- 058 XXX XXXX — мобильный (Golan Telecom)
- 059 XXX XXXX — мобильный (Jawwal, Палестинские территории)
- 072 2XX XXXX — VoB Service (012 Smile)
- 073 2XX XXXX — Local Calls (Cellcom)
- 073 3XX XXXX — Local Business Telephone lines (Cellcom)
- 073 7XX XXXX — VoB Service (013 Netvision)
- 074 7XX XXXX — Local Calls (Orange)
- 076 5XX XXXX — VoB Service (Bezeq International service)
- 076 88X XXXX — Local Calls (Bezeq)
- 077 XXX XXXX — Cable Phone Service (Hot)

С 2008 года стал возможен переход с сохранением номера телефона от одного сотового оператора к другому и теперь нет однозначного соответствия между префиксом номера и сотовым оператором.

## Телефоны экстренных служб
- 100 — полиция
- 101 — скорая помощь
- 102 — пожарная охрана
- 103 — Израильская электрическая компания
- 104 — Командование тыла
- 106 — телефон муниципалитета в большинстве городов
- 105, 107, 108, 109 — телефон муниципалитета в некоторых городах
- 118 — экстренная служба Министерства социальных дел
- 1201 — психологическая помощь
- 1255 XXX — справочные номера больниц (только во время чрезвычайных ситуаций)

## Некоторые другие телефонные коды
- 1800-XXX-XXX — бесплатный вызов

## Кошерные номера
Такие телефоны имеют специальные номера, и обладание таким номером считается признаком принадлежности к ультраортодоксальной общине. Кошерные телефоны не могут получать или отправлять SMS, не могут подключаться к Интернету и не оснащены фото- и видеокамерами. Как и в случае с пищей, кошерность телефона определяется раввином после проверки.
Все основные телефонные компании Израиля предлагают «кошерные пакеты», которые несколько дешевле обычных.
Некоторые мобильные планы включают в себя большое количество минут для кошерных номеров, например:
- +972 50 41X XXXX — Pelephone
- +972 52 71X XXXX — Cellcom
- +972 52 76X XXXX — Cellcom
- +972 53 31X XXXX — Hot Mobile
- +972 54 84X XXXX — Partner
- +972 54 85X XXXX — Партнер
- +972 58 32X XXXX — Голан Телеком (официальные кошерные номера с 2014 года)
- +972 58 31X XXXX — Голан Телеком (официально некошерный)
- +972 58 37X XXXX — Голан Телеком (официально некошерный)

## История изменения номеров стационарных телефонов
Изменения номеров стационарных телефонов за 1985 - 1993 годы:
| Старый номер  | Новый номер                                                          | Примечания                                                                                      | Примеры мест географической зоны |
| ------------- | -------------------------------------------------------------------- | ----------------------------------------------------------------------------------------------- | --- |
| ‎(02) XXX-XXX‎  | ‎(02) XXX-XXXX‎                                                        | В географической зоне Иерусалима (02) добавлена одна цифра перед номером.                       | Бейт-Шемеш, Бейт-Эль. Гиват-Зеэв, Иерусалим, Кирьят-Арба, Маале-Адумим,Маале-Эфраим, Мевасерет-Цион. |
| ‎(03) XXX-XXX‎  | ‎(03) XXX-XXXX‎                                                        | В географической зоне Тель-Авива (03) добавлена одна цифра перед номером.                       | Азор, Ариэль, Бейт-Даган. Бней-Брак, Гиватаим, Ганей-Тиква, Гиват-Шмуэль, Йеxуд-Моноссон, Кафр-Касем, Кирьят-Оно, Оранит, Ор-Йеxуда, Петах-Тиква, Рамат-Ган, Рамат-xа-Шарон, Ришон-ле-Цион, Рош-xа-Аин, Савьон, Тель-Авив-Яффа, Холон, Элькана. Аэропорт имени Бен Гуриона. |
| ‎(04) XXX-XXX‎  | ‎(04) XXX-XXXX‎                                                        | В географической зоне Хайфы (04) добавлена одна цифра перед номером.                            | Акко, Атлит, Йокнеам-Илит, Кармиэль, Кафр-Ясиф, Кирьят-Ата, Кирьят-Бялик, Кирьят-Моцкин, Кирьят-Тивон, Кирьят-Ям, Кфар-Хасидим, Маалот-Таршиха, Наxария, Нешер, Тират-Кармель, ⁠Хайфа, Шломи, Шфарам, Яара.                                                                  |
| ‎(051) XXX-XXX‎ | ‎(07) 7XX-XXX, (07) 8XX-XXX‎                                           | 11 октября 1993 года географическая зона Ашкелона (051) вошла в географическую зону Юг (07).    | Ашкелон, Гуш-Катиф, Дугит, Кирьят-Гат, Кфар-Даром, Нисанит, Неxора, Нецарим, Сдерот, Элей-Синай. |
| ‎(052) XXX-XXX‎ | ‎(09) 4XX-XXX, (09) 5XX-XXX, (09) 6XX-XXX, (09) 7XX-XXX, (09) 9XX-XXX‎ | В 1993 году географическая зона перекрёстка Шарон (052) вошла в географическую зону Шарон (09). | Кфар-Сава, Раанана, Тайбе, Тель-Монд, Тира, Xерцлия, Xод-xа-Шарон. |
| ‎(053) XXX-XXX‎ | ‎(09) 3XX-XXX, (09) 6XX-XXX, (09) 8XXX-XXX‎                            | В 1993 году географическая зона Нетании (053) вошла в географическую зону Шарон (09).           | Кфар Виткин, Кфар-Йона, Нетания, Эвен-Йеxуда. |
| ‎(054) XXXXX‎   | ‎(08) 2XX-XXX, (08) 3XX-XXX, (08) 4XX-XXX‎                             | 31 августа 1984 года географическая зона Рамлы (054) вошла в географическую зону Шфела (08).    | Беэр-Яаков, Лод, Рамла, Реховот, Явне. |
| ‎(055) XXXXX‎   | ‎(08) 5XX-XXX, (08) 6XX-XXX‎                                           | В 1989 году географическая зона Ашдода (055) вошла в географическую зону Шфела (08).            | Ашдод, Ган-Явне, Гедера, Кирьят-Малахи. |
| ‎(057) XXXXX‎   | ‎(07) 2XX-XXX, (07) 4XX-XXX, (07) 5XX-XXX, (07) 9XX-XXX‎               | 11 октября 1993 года географическая зона Беэр-Шевы (057) вошла в географическую зону Юг (07).   | Арад, Беэр-Шева, Димона, Йерухам, Йеша, Мейтар, Мицпе-Рамон, Неве-Зоxар, Нетивот, Омер, Офаким, Шоваль, Эйн-Яxав. |
| ‎(059) XXXXX‎   | ‎(07) 3XX-XXX‎                                                         | В 1992 году географическая зона Эйлата (059) вошла в географическую зону Юг (07).               | Эйлат. |
| ‎(063) XXXXX‎   | ‎(06) 2XX-XXX, (06) 3XX-XXX‎                                           | 29 января 1987 года географическая зона Хадеры (063) вошла в географическую зону Север (06).    | Арара, Бака-эль-Гарбия, Биньямина - Гиват-Ада, Зихрон-Яаков, Кафр-Кара, Кесария, Ор-Акива, Пардес-Хана-Каркур, Умм-эль-Фахм, Хадера, Хибат-Цион. |
| ‎(065) XXXXX‎   | ‎(06) 5XX-XXX‎                                                         | 29 января 1987 года географическая зона Афулы (065) вошла в географическую зону Север (06).     | Афула, Бейт-Шеан, Кафр-Кана, Мигдаль-xа-Эмек, Назарет, Нацрат-Илит, Наxалаль, Эйн-Харод. |
| ‎(067) XXXXX‎   | ‎(06) 7XX-XXX‎                                                         | 29 января 1987 года географическая зона Тверии (067) вошла в географическую зону Север (06).    | Аррабе, Бней-Йеxуда, Дабурия, Дейр-Ханна, Кинерет, Кфар-Кама, Кфар-Тавор, Магар, Сахнин, Тверия, Эйлабун, Явнеэль. |
| ‎(069) XXXXX‎   | ‎(06) 8XX-XXX, (06) 9XX-XXX‎                                           | 29 января 1987 года географическая зона Цфата (069) вошла в географическую зону Север (06).     | Кацрин, Кирьят-Шмона, Масада, Мерон, Метула, Рош-Пина, Хацор-xа-Глилит, Цфат. |

Изменения номеров стационарных телефонов в 1995 году:
| Старый номер | Новый номер   |
| ------------ | ------------- |
| ‎(02) 2XX-XXX‎ | ‎(02) 62X-XXXX‎ |
| ‎(02) 3XX-XXX‎ | ‎(02) 53X-XXXX‎ |
| ‎(02) 4XX-XXX‎ | ‎(02) 64X-XXXX‎ |
| ‎(02) 6XX-XXX‎ | ‎(02) 56X-XXXX‎ |
| ‎(02) 7XX-XXX‎ | ‎(02) 67X-XXXX‎ |
| ‎(02) 8XX-XXX‎ | ‎(02) 58X-XXXX‎ |
| (02) 9XX-XXX | (02) 99X-XXXX |
| ‎(03) 88X-XXX‎ | ‎(03) 651-XXXX‎ |
| ‎(03) 58X-XXX‎ | ‎(03) 658-XXXX‎ |
| ‎(04) 2XX-XXX‎ | ‎(04) 82X-XXXX‎ |
| ‎(04) 3XX-XXX‎ | ‎(04) 83X-XXXX‎ |
| ‎(04) 4XX-XXX‎ | ‎(04) 84X-XXXX‎ |
| ‎(04) 5XX-XXX‎ | ‎(04) 85X-XXXX‎ |
| ‎(04) 6XX-XXX‎ | ‎(04) 86X-XXXX‎ |
| ‎(04) 7XX-XXX‎ | ‎(04) 87X-XXXX‎ |
| ‎(06) 2XX-XXX‎ | ‎(06) 62X-XXXX‎ |
| ‎(06) 3XX-XXX‎ | ‎(06) 63X-XXXX‎ |
| ‎(06) 4XX-XXX‎ | ‎(06) 64X-XXXX‎ |
| ‎(06) 5XX-XXX‎ | ‎(06) 65X-XXXX‎ |
| ‎(06) 7XX-XXX‎ | ‎(06) 67X-XXXX‎ |
| ‎(06) 8XX-XXX‎ | ‎(06) 68X-XXXX‎ |
| ‎(06) 9XX-XXX‎ | ‎(06) 69X-XXXX‎ |
| ‎(07) 2XX-XXX‎ | ‎(07) 62X-XXXX‎ |
| ‎(07) 4XX-XXX‎ | ‎(07) 64X-XXXX‎ |
| ‎(07) 5XX-XXX‎ | ‎(07) 65X-XXXX‎ |
| ‎(07) 6XX-XXX‎ | ‎(07) 66X-XXXX‎ |
| ‎(07) 7XX-XXX‎ | ‎(07) 67X-XXXX‎ |
| ‎(07) 8XX-XXX‎ | ‎(07) 68X-XXXX‎ |
| ‎(07) 9XX-XXX‎ | ‎(07) 99X-XXXX‎ |
| ‎(08) 2XX-XXX‎ | ‎(08) 92X-XXXX‎ |
| ‎(08) 3XX-XXX‎ | ‎(08) 93X-XXXX‎ |
| ‎(08) 4XX-XXX‎ | ‎(08) 94X-XXXX‎ |
| ‎(08) 5XX-XXX‎ | ‎(08) 85X-XXXX‎ |
| ‎(08) 6XX-XXX‎ | ‎(08) 86X-XXXX‎ |
| ‎(08) 7XX-XXX‎ | ‎(08) 97X-XXXX‎ |
| ‎(09) 3XX-XXX‎ | ‎(09) 83X-XXXX‎ |
| ‎(09) 4XX-XXX‎ | ‎(09) 74X-XXXX‎ |
| ‎(09) 5XX-XXX‎ | ‎(09) 95X-XXXX‎ |
| ‎(09) 6XX-XXX‎ | ‎(09) 86X-XXXX‎ |
| ‎(09) 8XX-XXX‎ | ‎(09) 88X-XXXX‎ |
| ‎(09) 9XX-XXX‎ | ‎(09) 79X-XXXX‎ |

Изменения номеров стационарных телефонов в 1996 году:
| Старый номер | Новый номер   |
| ------------ | ------------- |
| 177-02X-XXXX | 1-800-XXX-XXX |

Изменения номеров стационарных телефонов в 2000 году:
| Старый номер  | Новый номер   | Примечания                                                             |
| ------------- | ------------- | ---------------------------------------------------------------------- |
| (06) XXX-XXXX | (04) XXX-XXXX | Географическая зона Север (06) вошла в географическую зону Хайфы (04). |
| (07) XXX-XXXX | (08) XXX-XXXX | Географическая зона Юг (07) вошла в географическую зону Шфела (08).    |